# Fidel Carreño
Fidel Carreño fue un militar y político peruano. 
Durante la Guerra del Pacífico formó parte de la resistencia comandada por Andrés Avelino Cáceres. Fue elegido senador suplente por el departamento del Cusco en 1894. Su mandato se vio interrumpido por la Guerra civil de 1894.